# シャン州東部民族民主同盟軍
民族民主同盟軍 （みんぞくみんしゅどうめいぐん、英語: National Democratic Alliance Army、略称NDAA)およびモンラグループとして知られている。モンラグループ"の名前は、NDAAが本部を置くシャン州第4特区に因んだものであるはミャンマー・シャン州の武装勢力である。同軍は平和団結委員会（中国語: 和平团结委员会、中国語略称:和团会、英語: Peace and Solidarity Committee、英語略称:PSC）の軍事部門である。

## 歴史

### NDAA結成
モンラー地区は1960年代まで複数の軍閥の支配下にあったが、ビルマ共産党の支配下に置かれてからは815軍区となり、共産党崩壊後に民族民主同盟軍（NDAA）を結成した。「ジェームズ・ボンド風の私設警察部隊」とも評されるシャン族とアカ族からなる2,500人ほどの兵力を擁していると言われている。そして結成直後に政府と停戦合意を結び、それと引き換えに特区内の自由な活動を許可され、モンラー地区（正式にはシャン州第4特区）はケシ栽培、アヘン取引の盛んな地域となった。
NDAAのリーダーは、サイ・リン、また中国名で林明賢（リン・ミンシェン）という人物である。サイリンは、1948年に海南島で生まれ、文化大革命の際に雲南省に移住し、1967年に中国国民党軍に母親を殺害されたのを機に中国共産党に入党して紅衛兵となり、その後、戦闘経験を積むべくビルマ共産党に合流した。当時の親しい同志に張志明（ザン・ジンミン）と李子如（リ・ジル）がおり、後者はのちにワ州連合軍（UWSA）の幹部となった。
1973年、リンはタンタンウィン（Than Than Win）という、ヤンゴン出身の美しい中国系ミャンマー人女性と結婚した。2人とも革命の情熱に満ち、ビルマの未来が赤く輝くと信じていたというが、彼女は1980年にマラリアで亡くなった。
1976年に毛沢東が亡くなり、鄧小平が最高権力者となってビルマ共産党への援助を削減し、リンのような義勇兵にも帰国を促したが、リン、ザン、リの3人は帰国せず、そのまま共産党に残った。一説には諜報目的で居残ったとも言われる。そしてタンタンウィンが亡くなった後、共産党のコーカン部隊のリーダーで、のちにミャンマー民族民主同盟軍（MNDAA）のリーダーとなった彭家声の娘と結婚した。

### ミャンマーの魔都へ

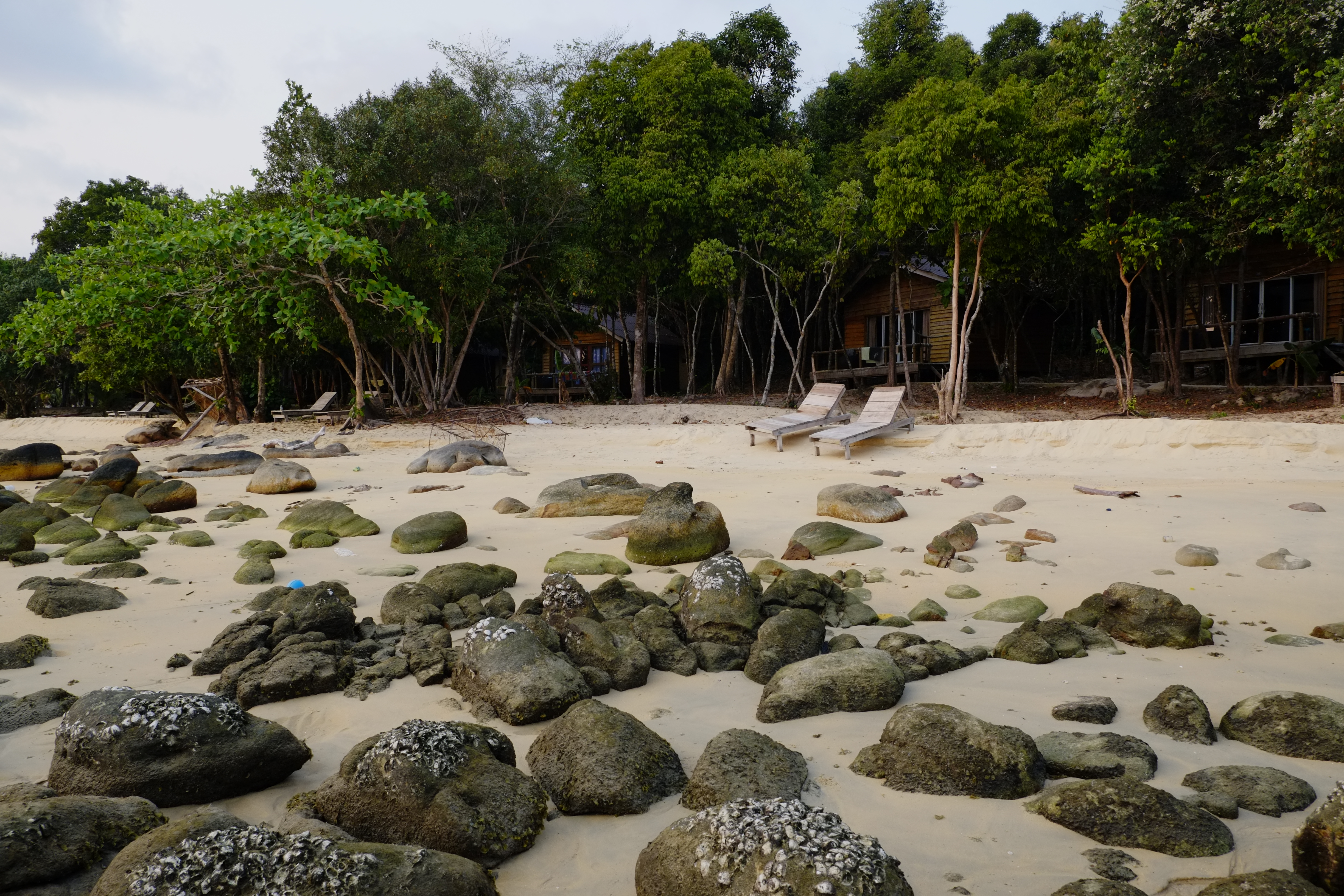
ココン

#### ヘロイン
NDAA結成後、リンは幼馴染のザンと行動を共にした。モンコー近郊にヘロイン精製所を建設し、UWSAやMNDAAがヘロインの密輸出先をタイや中国としたのに対し、リンはラオスに目を向けた。当時ラオスにはベトナムの反政府軍が活動していたが、中国とラオスの国境にはベトナム政府軍が駐留していたため、雲南省の軍事訓練キャンプに行くには、ミャンマー領土を通って迂回しなければなかった。そこでリンは、彼らがミャンマー領土内を移動する間、護衛と案内をする代わりに、彼らがキャンプからラオスに戻る時にヘロインを運んでもらおうと考えたのだ。しかし件の反政府軍はまったく無能で、途中で警察に逮捕されこの計画は失敗し、やがて彼らに対する中国の支援もなくなった。次にリンはラオス軍の一部を買収して件の計画を実行し、ラオス経由でカンボジアのリゾート地・ココンにまでヘロインを運ぶようになり、ココンは東南アジアのヘロイン一大集積地となった。
しかし、中国からの圧力、国際ヘロイン市場の競争激化により、NDAAはケシ栽培、アヘン生産の取締りに転じ、1992年から1996年にかけて国連薬物犯罪事務所（UNODC）主導の代替開発プロジェクトを実施し、1997年には「アヘンのない地域」宣言をして、モンラーに麻薬撲滅博物館を建設した。ただ識者はこれに懐疑的で、たしかにアヘンの栽培は行っていないかもしれないが、メタンフェタミンの製造を行っている疑惑が持たれており、実際、リンの弟・サイ・トゥーン（Sai Toon）がヤーバーの製造と密売に関わっている疑惑が持たれている。。またモンラーには、希少なスッポン、ミズオオトカゲ、センザンコウ、サル、クマ、虎の皮や象牙などを違法に売る店が軒を並べている。

#### カジノ
しかし、なんと言っても最大の収入源はカジノだった。リンはヘロイン密売で得た収益で、モンコーに高級ホテル、カジノ、カラオケ、バー、ナイトクラブなどを次から次に建設した。無論そこでは公然と売春が行われ、一時期はロシア人やウクライナ人の売春婦のグループもいた。2000年代初頭には、推定3000人の中国人観光客が、中緬国境を越えて毎日バスを連ねて訪れてくるようになった。しかし何十億元もの人民元がバカラテーブルで浪費されることに中国当局は良い顔をせず、2005年1月、何度も警告した末、中国治安部隊が国境を突破してモンコーのカジノを襲撃し、中国人ギャンブラーを一斉に逮捕した。いくつかの賭博場が破壊され、国境は事実上封鎖され、かつて賑わっていたモンラーはゴーストタウンと化した。
しかし国境は再開され、2006年4月下旬、リンは中緬国境から16km離れたモンマ（Mong Ma）に新しいカジノを７軒建設したのを皮切りに、また次から次にこの地にカジノを建設し始め、やがて50軒以上となった。またリンは、ナムルエ川とメコン川の合流点にあるソップ・ルエ（Sop Lwe）という町にもギャンブルタウンの建設し、いずれもオンライン・カジノに対応できるようにした。ギャンブラーたちは検問所を避けて、不法に国境を越えて、これらの町にやって来た。今度は中緬国境の中国側の役人を買収済みのようで、捜査のメスも入らなかった。またかつて中国とラオスの国境近く、ラオス北西部にあったボーテン・ゴールデン・シティにもリンは投資しており、モンマ近くのカジノで中国人とラオス人の若者がディーラーの修行をしていた。

#### 合法ビジネス
シュエ・リン・スター・カンパニー（Shwe Lin Star Company）という複合企業は、リンの所有と言われている。

## MNDAA、UWSAとの絆
元ビルマ共産党のミャンマー民族民主同盟軍 (MNDAA)、ワ州連合軍 (UWSA)とは現在でも密接な関係がある。
2009年、義理の父親の彭家声がMNDAA内の権力闘争に敗れ、コーカンを追われた時は、リンは彼を匿ったとも言われている。
また非力なMDAAの兵力を補うために、UWSAの部隊が、NDAAの支配地域のそこかしこに配備されている。2009年に政府が各少数民族武装勢力に国境警備隊（BGF）への編入を迫った時にも、UWSAはNDAAに「BGF提案に関して軍事政権と交渉したり妥協したりしないよう」と要請したと伝えられる。その時、NDAAは政府と停戦合意を結び直したが、それはUWSAが停戦合意を結び直した翌日だった。ただ2016年、NDAAが全国停戦合意に署名するという噂が流れた時、UWSAはNDAAの支配地域の一部を占領した。NDAAの支配地域は、ラオスとの国境をなすメコン川に通じ、中国から兵器はラオス経由でUWSAに供給されるので、UWSAにとっては戦略的に重要な地でもある。

## 死去
2024年8月7日、サイ・リンは中国の病院で肺がんで亡くなった。享年76歳。息子のテイン・リン（Htein Lin）が後継者になると伝えられている。